# اعلان جنگ بریتانیا به ژاپن

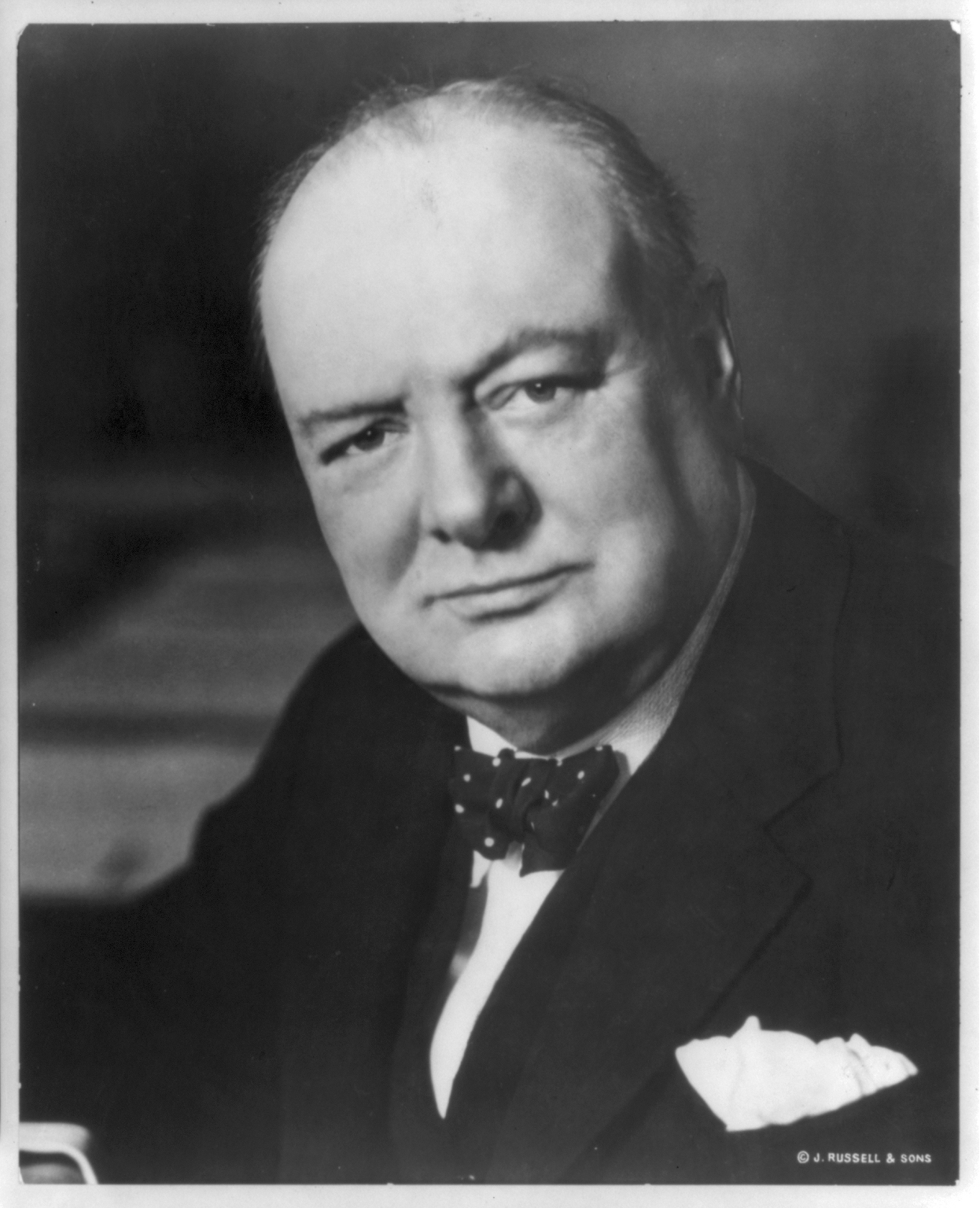
تصویری از وینستون چرچیل در آپریل 1941

اعلان جنگ بریتانیا به ژاپن (انگلیسی: United Kingdom declaration of war on Japan) در هشتم دسامبر ۱۹۴۱ بدنبال حملات ژاپن در نبرد مالایا، سنگاپور و نبرد هنگ کنگ دولت بریتانیا به امپراتوری ژاپن اعلان جنگ کرد. آنتونی ایدن وزارت امور خارجه بریتانیا در آن زمان در مسکو به سر می‌برد، وینستون چرچیل جانشین او در وزارت خارجه بود. سند نامه وی به سفیر ژاپن به شرح زیر است.
آقا

در شامگاه هفتم دسامبر، دولت اعلیحضرت پادشاهی انگلستان متوجه شد که نیروهای ژاپنی بدون اعلام قبلی وبا اعلام وضعیت جنگی یا اولتیماتوم با اعلام شرط جنگ، اقدام به فرود در سواحل مالایا کرده و مناطق سنگاپور و هنگ کنگ را بمباران کرده‌اند. با توجه به این اقدام ناروا و تجاوز بی‌پروای شما که مشخصا نقض آشکار قوانین بین‌المللی است، به ویژه نقض ماده اول کنوانسیون سوم لاهه (کنوانسیون‌های ۱۸۹۹ و ۱۹۰۷ لاهه) که به شکل دشمنی بروز پیدا کرد، و ژاپن و انگلیس در طرفین آن قرار دارند، بنابر این به سفیر اعلیحضرت در توکیو دستور داده شده‌است به نام دولت اعلیحضرت پادشاهی انگلستان به دولت امپراتوری ژاپن اطلاع دهد که وضعیت جنگی بین دو کشور برقرار شده‌است.
من افتخار آن را با ملاحظه فوق‌العاده دارم.
خدمت‌گزار شما
وینستون اس. چرچیل
س از نامه چرچیل متعاقباً نوشت: برخی از مردم این سبک تشریفاتی را دوست ندارند. اما بعد از همه، وقتی مجبورید کسی را بکشید، بی هزینه است که مؤدب باشید.